# 盧茨克區

盧茨克區在沃倫州的位置

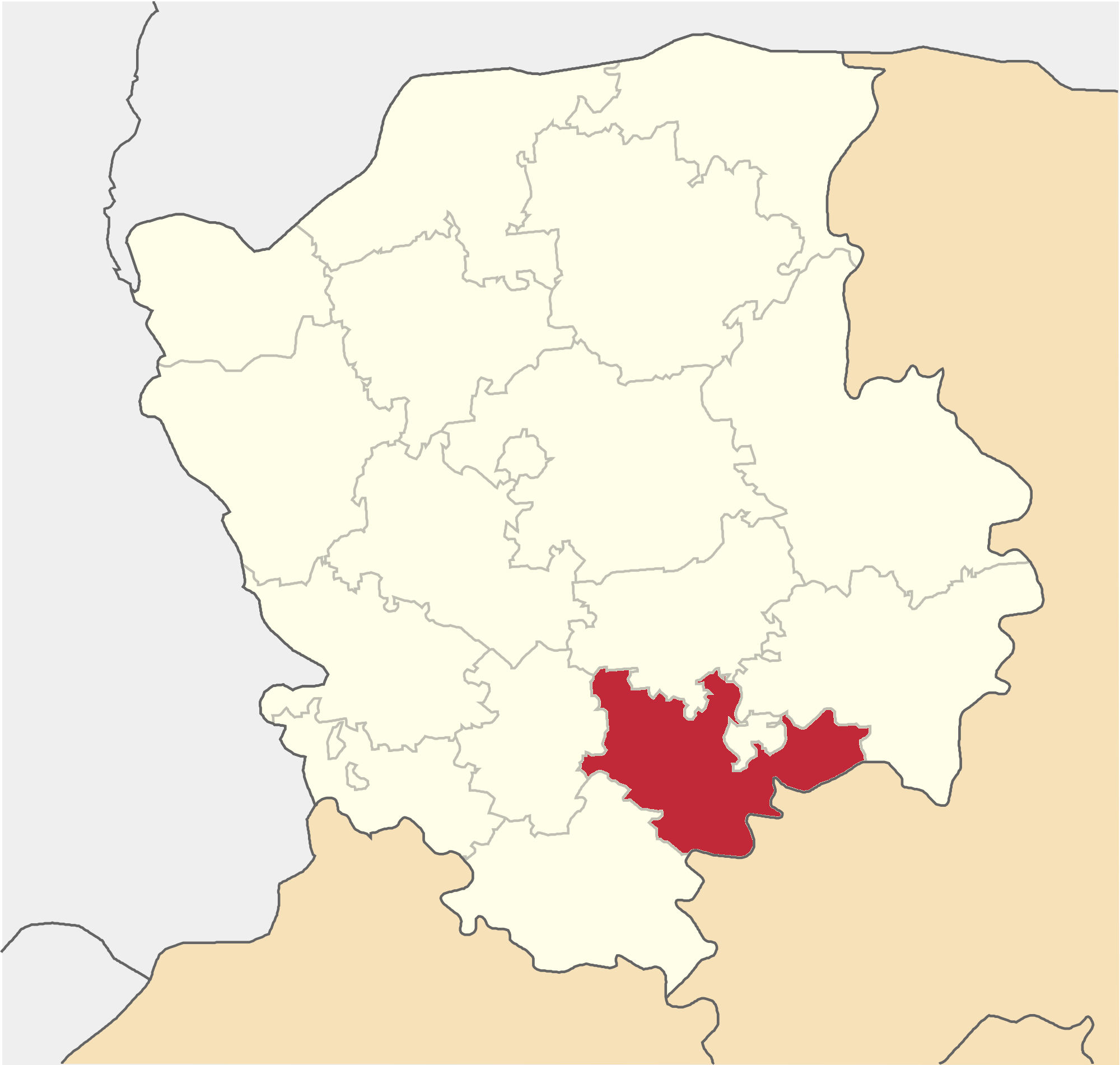
改革前盧茨克區在沃倫州的位置

盧茨克區（烏克蘭語：Луцький район）是烏克蘭沃倫州的一個區，位於該國西部，行政中心設於盧茨克，面積为5,247.8平方公里，2021年人口数量为456,928人。

## 历史
2020年7月18日乌克兰施行了行政区划改革，沃倫州的区份数量减至4个，盧茨克區的面积显著扩大。改革前盧茨克區的面积为973平方公里，2020年人口数量为66,875人。

## 行政區劃
盧茨克區下分劃為15個市鎮：
- 盧茨克市鎮（烏克蘭語：Луцька міська громада） (市級，行政中心：盧茨克)
- 貝雷斯泰奇科市鎮（烏克蘭語：Берестечківська міська громада） (市級，行政中心：貝雷斯泰奇科)
- 霍羅希夫市鎮（烏克蘭語：Горохівська міська громада） (市級，行政中心：霍羅希夫)
- 基韋爾齊市鎮（烏克蘭語：Ківерцівська міська громада） (市級，行政中心：基韋爾齊)
- 羅日謝市鎮（烏克蘭語：Рожищенська міська громада） (市級，行政中心：羅日謝)
- 科爾基市鎮（烏克蘭語：Колківська селищна громада） (鎮級，行政中心：科爾基)
- 馬爾亞尼夫卡市鎮（烏克蘭語：Мар'янівська селищна громада） (鎮級，行政中心：馬爾亞尼夫卡)
- 奧雷卡市鎮（烏克蘭語：Олицька селищна громада） (鎮級，行政中心：奧雷卡)
- 托爾欽市鎮（烏克蘭語：Торчинська селищна громада） (鎮級，行政中心：托爾欽)
- 楚曼市鎮（烏克蘭語：Цуманська селищна громада） (鎮級，行政中心：楚曼)
- 博拉廷市鎮（烏克蘭語：Боратинська сільська громада） (村級，行政中心：博拉廷)
- 霍罗迪谢市镇（烏克蘭語：Городищенська сільська громада） (村級，行政中心：霍罗迪谢（烏克蘭語：Городище (Городищенська сільська громада)）)
- 多羅西尼市鎮（烏克蘭語：Доросинівська сільська громада） (村級，行政中心：多羅西尼)
- 科帕奇夫卡市鎮（烏克蘭語：Копачівська сільська громада） (村級，行政中心：科帕奇夫卡)
- 皮德海齊市鎮（烏克蘭語：Підгайцівська сільська громада） (村級，行政中心：皮德海齊（烏克蘭語：Підгайці (Луцький район)）)